# الكسندر إدواردز
الكسندر إدواردز هو سياسي كندي، ولد في 7 أبريل 1876 في تشاتام كينت في كندا، وتوفي في 3 يونيو 1938 بسبب نوبة قلبية. حزبياً، نشط في حزب كندا المحافظ. وقد انتخب عضو مجلس العموم الكندي.